# أدريان ألفارادو
أدريان ألفارادو (بالإسبانية: Adrian Alvarado)‏ هو متزلج فني مكسيكي، ولد في 2 أغسطس 1983.

## وصلات خارجية
- أدريان ألفارادو على موقع الاتحاد الدولي للتزلج (الإنجليزية)